# Myiodynastes bairdii
Caça-moscas-de-baird ou bem-te-vi-de-tumbes (Myiodynastes bairdii) é uma espécie de ave da família Tyrannidae.
Pode ser encontrada nos seguintes países: Equador e Peru.
Os seus habitats naturais são: florestas secas tropicais ou subtropicais , florestas subtropicais ou tropicais húmidas de baixa altitude e florestas secundárias altamente degradadas.